# Andrea Hristov
Andrea Hristov (en búlgaro: Андреа Росенов Христов; Sofía, 1 de marzo de 1999) es un futbolista búlgaro que juega en la demarcación de defensa para el F. C. Vizela de la Segunda División de Portugal.

## Selección nacional
Tras jugar con la selección de fútbol sub-17 de Bulgaria, sub-18, sub-19 y la sub-21, finalmente hizo su debut con la selección absoluta el 31 de marzo de 2021 en un partido de clasificación para la Copa Mundial de Fútbol de 2022 contra la Irlanda del Norte que finalizó con un resultado de empate a cero.

## Clubes
| Club                         | País     | Año       | Partidos | Goles |
| ---------------------------- | -------- | --------- | -------- | ----- |
| PFC Slavia Sofia             | Bulgaria | 2016-2019 | 69       | 3     |
| Cosenza Calcio               | Italia   | 2019      | 3        | 0     |
| PFC Slavia Sofia             | Bulgaria | 2019-2022 | 65       | 1     |
| Cosenza Calcio               | Italia   | 2022      | 11       | 0     |
| A. C. Reggiana 1919 (cedido) | Italia   | 2022-2023 | 11       | 0     |
| Potenza Calcio (cedido)      | Italia   | 2023-2024 | 18       | 0     |
| Cosenza Calcio               | Italia   | 2024-2025 | 20       | 1     |
| F. C. Vizela                 | Portugal | 2025-     |          |       |

## Palmarés

### Campeonatos nacionales
| Título           | Club                | País     | Año  |
| ---------------- | ------------------- | -------- | ---- |
| Copa de Bulgaria | PFC Slavia Sofia    | Bulgaria | 2018 |
| Serie C          | A. C. Reggiana 1919 | Italia   | 2023 |